# Flúðir
Flúðir és un poble que es troba en el municipi islandès d'Hrunamannahreppur, a la regió de Suðurland. No es troba gaire lluny de Geysir (el guèiser més antic conegut) i de Gullfoss, la cascada més icònica de l'illa. El poble es troba 79 metres sobre el nivell del mar.
Segons dades del 2017, té una població de 430 habitants. L'actriu sueca Noomi Rapace hi va viure durant la seva infantesa.
Flúðir és conegut en tota l'illa pels seus hivernacles geotèrmics on es produeixen la major part dels bolets de l'illa. És també un lloc d'escapada de cap de setmana pels reykjavinencs que hi tenen cabanyes. Recentment s'ha convertit en un punt d'interès per la seva aigua termal. En el poble es troben els banys més antics de l'illa, creats l'any 1891. Algunes de les fonts d'on s'obtenen les altes temperatures pels banys i els hivernacles eren guèisers en el passat, sobretot les que es troben al riu Lítli-Laxá.